# Penny Marshall
Carole Penny Marshall (15 d'octubre de 1943 – 17 de desembre de 2018) fou una actriu, directora, i productora estatunidenca.
Era filla de Tony Marshall, un director de cinema i productor, i Marjorie Marshall, una professora de claqué. El bagatge dels seus pares en l'espectacle, junt amb el del seu germà Garry Marshall com a escriptor de comèdies, i el de la seva germana com a directora de repartiment i productora, van donar lloc a la carrera de Marshall en la indústria. Va saltar a la fama en els anys 70 pel seu paper de Laverne DeFazio a Laverne & Shirley (1976–1983), quan va rebre tres nominacions al Globus d'Or a la millor actriu en sèrie de televisió musical o còmica per la seva interpretació.
Marshall va progressar en la direcció de pel·lícules en els anys vuitanta, i feu el seu debut com a directora amb Jumpin' Jack Flash (1986) abans de dirigir Big (1988), que es va convertir en la primera pel·lícula dirigida per una dona que superava els 100 milions de dòlars a les taquilles dels Estats Units.
Els seus posteriors crèdits de direcció inclouen Despertar (1990), que va ser nominada a l'Oscar a la millor pel·lícula, Elles donen el cop (1992), Un poeta entre reclutes (1994), La dona del predicador (1996), i Els nois de la meva vida 2001). També va produir Cinderella Man (2005), i Embruixada (2005), així com episodis de According to Jim i United States of Tara.

## Biografia
El pare de Marshall Anthony Wallace Marsciarelli era d'origen italià, la seva mare Marjorie Irene War tenia ascendència anglesa i escocesa. Penny Marshall es va graduar en una escola privada de noies a Nova York i va estudiar a la Universitat de Nou Mèxic. El seu germà Garry (1934-2016) també fou un reeixit director.
Després que Marshall aparegués per primer cop en alguns anuncis televisius, va aconseguir, a finals dels anys 60 els seus primers papers secundaris a Hollywood. Va ser coneguda pel seu paper recurrent com la secretària d'Oscar, Myrna, a The Odd Couple entre 1972 i 1974. El seu major èxit va ser el 1976 amb Laverne & Shirley, una sèrie derivada de Happy Days, en la qual ella i Cindy Williams interpretaven les núvies homònimes, per la qual va ser nominada tres vegades al Globus d'Or a la millor actriu en sèrie de televisió musical o còmica. Als Estats Units, Laverne & Shirley va ser un gran èxit amb un total de 178 episodis fins a l'any 1983. Laverne & Shirley va ser produïda pel seu germà Garry Marshall. Va interpretar un petit paper a la pel·lícula 1941. A la pel·lícula The Hard Way (1991), va interpretar a l'agent de l'estrella de cinema Nick Lang, interpretat per Michael J. Fox.
Com a directora, Marshall va debutar en alguns episodis de Laverne & Shirley. A la pel·lícula Jumpin' Jack Flash (1986) va treballar amb Whoopi Goldberg i Jonathan Pryce, a la pel·lícula Big (1988) amb Tom Hanks, a la pel·lícula Elles donen el cop (1992) amb Geena Davis i de nou amb Tom Hanks. Un dels seus majors èxits va arribar amb la pel·lícula dramàtica Despertar (1990) amb Robert De Niro i Robin Williams, que va ser nominada a l'Oscar en la categoria de millor pel·lícula. En la seva pel·lícula Un poeta entre reclutes (1994) va dirigir Danny DeVito; Els nois de la meva vida (2001) fou interpretada per Drew Barrymore i James Woods. Fou la primera directora, amb la pel·lícula Big a ultrapassar els 100 milions de dòlars de taquillatge.
Marshall va produir pel·lícules com With Friends Like These … (1998) amb Adam Arkin, Laura San Giacomo i Beverly D'Angelo, Cinderella Man (2005) amb Russell Crowe i Renée Zellweger, o Embruixada (2005) amb Nicole Kidman.
Marshall va estar casada amb Michael Henry de 1961 a 1963, i de 1971 a 1979 amb Rob Reiner. La seva filla Tracy Reiner és del seu primer matrimoni. Penny Marshall va morir al desembre de 2018 als 75 anys després de complicacions de la seva diabetis.

## Filmografia
Com a directora
- Jumpin' Jack Flash (1986)
- Big (1988)
- Despertar (1990)
- Elles donen el cop (1992)
- Renaissance Man (1994)
- La dona del predicador (1996)
- Els nois de la meva vida (2001)

Com a actriu
- The Savage Seven (1968)
- How Sweet It Is! (1968)
- The Grasshopper (1970)
- The Christian Licorice Store (1971)
- How Come Nobody's on Our Side? (1975)
- 1941 (1979)
- Amor i sexe (1985)
- She's Having a Baby (1988)
- Els Simpson (1990) (veu)
- The Hard Way (1991)
- Hocus Pocus (1993)
- Get Shorty (1995)
- One Vision (1998)
- Special Delivery (1999)
- Stateside (2004)
- Alice Upside Down (2008)
- Bones 1x10 (Ella mateixa)
- Sam & Cat (2013)